# Takeda Shingen
En aquest nom japonès, el cognom és Takeda.
Takeda Shingen (japonès 武田信玄; nascut l'1 de desembre de l'any 1521, mort el 13 de maig de l'any 1573) fou un dàimio japonés i un senyor de la guerra durant el període anomenat Sengoku jidai. Controlà les províncies de Shinano i Kai (al voltant de la muntanya del Fujisan) i fou un dels rivals més aferrissats dels "unificadors de la nació": Oda Nobunaga i Tokugawa Ieyasu. És considerat un geni militar i de l'organització. La seva política feudal va influir sobretot a Tokugawa Ieyasu, qui després fundaria el Shogunat Tokugawa. Actualment se'l venera com a kami a la seva tomba, a Kōfu.

## Vida i obra

### Infància i joventut
Nascut el 1521 com a Takeda Katsuchiyo, era el fill més gran del dàimio Takeda Nobutora. Ben aviat adquirí renom com a polític hàbil i com a guerrer valent al costat del seu pare. Amb l'arribada a la majoria d'edat, se li atribuí el nom de Takeda Harunobu per tal que s'aixequés en contra del seu pare i li prengués el control del clan Takeda. Es creu que la decisió de Nobutora de no declarar al seu primer fill com a hereu, sinó al seu germà petit Takeda Nobushige, provocà aquesta reacció en Takeda Shingen.
En aquesta mateixa època dugué a terme una aliança amb el seu vassall Yoshimoto Imagawa i el seu clan.

### Expansió
Poc després d'arribar al poder, el jove senyor de la guerra inicià l'expansió pels territoris circumdants. Ell volia, sobretot, tenir sota control la província de Shinano tan aviat com li fos possible. Aquesta campanya li costà la vida dels seus millor oficials, però al final va poder conquerir la província rebel. L'any 1551 s'autoatribuí el nom amb el qual es faria famós arreu del Japó: Takeda Shingen.
Un succés de la seva vida ha passat a ser llegenda. Durant una de les moltes batalles que lliurà contra el seu dàimio rival i veí, Uesugi Kenshin, algunes tropes enemigues avançaven directament cap al seu punt de comandament. Shingen es quedà assegut i no desenfundà l'espasa, sinó que aturà el cops enemics amb el seu vano de ferro. No en va, el seu lema era "impassible com una muntanya".
El seu fill i successor, Takeda Katsuyori duria, amb la catastròfica derrota a la batalla de Nagashino, al final del clan Takeda.

## Shingen a la ficció i la cultura
- L'adaptació cinematogràfica més coneguda de la vida de Takeda Shingen és la pel·lícula d'època Kagemusha del director japonès Akira Kurosawa. A la pel·lícula se sosté que Shingen, de fet, morí en una emboscada i que, per desig propi, el seu govern va poder continuar uns quants anys més mitjançant un sòsia, un lladre indultat.
- Una pila de videojocs tracten de la vida de Shingen o del seu clan. Bons exemples d'això són els videojocs Shogun: Total War o Takeda.